# Osiris acutiventris
Osiris acutiventris är en biart som beskrevs av Heinrich Friese 1930. Osiris acutiventris ingår i släktet Osiris och familjen långtungebin. Inga underarter finns listade i Catalogue of Life.